# 松野哲
松野 哲（まつの さとる、1956年5月4日 - ）は、日本の政治家。北海道岩見沢市長（4期）。

## 来歴
北海道三笠市生まれ。北海道岩見沢東高等学校卒業。1981年3月、北海道大学法学部卒業。同年4月、岩見沢市役所に入所。
以後、岩見沢市役所企画調整課長、同市長室長、同ふるさとづくり推進室長、同学校教育課長、同観光物産課長、北海道岩見沢緑陵高等学校事務長、岩見沢市役所税務課長、同収納対策担当次長を歴任。
2012年夏、岩見沢市長の渡辺孝一は、次期衆院選に比例北海道ブロックから自由民主党単独1位で出馬することの内定を受ける。同年7月31日、渡辺は市長を辞任。同年同月、松野は収納対策担当次長を最後に岩見沢市役所を退職。渡辺の辞任に伴って9月9日に行われた岩見沢市長選挙に無所属で出馬。安全対策・雇用創出・産業振興などを訴え、元道議の河合清秀ら3候補を破り、初当選した。投票率は55.97％。同日、市長就任。
2016年9月4日、任期満了に伴う岩見沢市長選挙で河合を破り再選。2020年、無投票で3選。2024年、元市職員を破り4選。

## エピソード
- 市長室長在任時は能勢邦之元市長のブレーンとして活躍した。2013年12月元上司の能勢の名誉市民の称号を贈呈する議案を提出し、岩見沢市民などから批判の声が上がった[5]。